# 智利木
智利木（学名：Tribeles australis）又名三齿叶或三刺木，是智利木属的唯一物种，属于南鼠刺目南鼠刺科，曾被归类为单型的智利木科（Tribelaceae），只生长在南美洲的安第斯山温带区域和潘帕斯草原，是当地的特有种。

## 形态
本科植物是匍匐的灌木，单叶互生，无托叶，叶端具有3个小齿；花的花瓣5-9数；果实为蒴果，内含油质种子。

## 分类
1981年的克朗奎斯特分类法将其列在虎耳草科中，属于蔷薇目，1998年根据基因亲缘关系分类的APG 分类法认为应该单独分出一个科，但无法分在任何目中，直接放到II类真菊分支之下， 2003年经过修订的APG II 分类法维持原分类，但2006年12月7日新修订的结果是合并到南鼠刺科中。